# جيري كونور
جيري كونور (بالإنجليزية: Gerry Connor)‏ (15 سبتمبر 1932 في أستراليا - 5 سبتمبر 1993) هو لاعب كريكت أسترالي.

## وصلات خارجية
- جيري كونور على موقع إي آس بي آن كريك إنفو (الإنجليزية)